# 可敬者
可敬者（英語：The Venerable），又譯為尊者，是一個在基督教信仰中特別的頭銜。在天主教會中，它是封聖的過程之一，用來表揚在教會中，具備英雄般美德的信仰者。可敬者是天主之仆（Servant of God）的上一階，經過詳實考察證人及相關資料確認被查證者生前是否有英雄般的操守美德或成就，而賦予亡者此稱號，其位階低於真福者與聖人。
再進一步確認有因請亡者轉禱而成效的奇蹟後，可敬者可經由宣福禮，成為真福者。
在英語世界中，也將佛教的稱號，尊者，譯為The Venerable。

## 外部連結
- 自由電子報-天主教封聖程序